# Cherif Gousmi
Chérif Gousmi, surnommé le Boiteux, né en 1968 et mort en 1994, est un djihadiste. Il est émir du GIA de mars 1994 jusqu’à sa mort en septembre 1994.

## Biographie
Né en 1968, Chérif Gousmi était imam et cadre du Front islamique du salut (FIS) à Birkhadem. De mars 1994 au 2 septembre 1994, il est émir national du Groupe islamique armé (GIA). En août 1994, le GIA déclare la constitution d'un gouvernement islamique et place Cherif Gousmi à sa tête avec le titre de « calife ».
Le 26 septembre 1994, il est abattu par les services de sécurité près d'Alger avec l'un de ses adjoints, Abdesselam Djémaoune, surnommé « l'égorgeur ». Le chef d'état-major de l'ANP et ses collègues déclarent avoir trouvé sur Chérif Gousmi une lettre de Ali Belhadj l'incitant à « intensifier les actions terroristes et donnant des instructions sur les cibles à abattre », cette lettre était en réalité fausse et elle n'a été inventée par l'armée que dans l'objectif de trouver un prétexte pour emprisonner Ali Belhadj et surtout stopper le processus de paix entre l'Etat et les groupes armés islamiques qui avaient la faveur de l'opinion publique à cette époque.
La tête de Chérif Gousmi venait d'être mise à prix par le gouvernement pour un montant de 70 000 dollars.